# Jules Dubly
Pour les articles homonymes, voir Dubly.
Jules Dubly, né le 9 août 1886 à Tourcoing (Nord) où il est décédé le 21 mai 1953, est un footballeur français évoluant au poste d'attaquant. Il n'a aucun lien de parenté avec les internationaux Jean Dubly et de Raymond Dubly, originaires de Roubaix.

## Carrière
Jules Dubly évolue à l'US Tourcoing de 1913 à 1914. Durant cette saison, il connaît sa première  sélection en équipe de France de football. Il affronte sous le maillot bleu lors d'un match amical l'équipe d'Italie de football le 29 mars 1914. Les Italiens s'imposent sur le score de 2 à 0.
Réputé pour son shoot, Jules Dubly n’a jamais pu se mettre en situation dangereuse en Italie.
Rappelé au sein du 145e RI en août 1914, il est évacué à Nevers puis capturé en septembre à Maubeuge. Il passera l’intégralité de la guerre en Allemagne, interné au camp de Zossen dans le Brandebourg au sud de Berlin. Après la tourmente, il sera retenu comme remplaçant contre la Suisse en 1920.
Resté fidèle à l’UST, ce négociant en laine officiera un temps comme arbitre avant de devenir instructeur-formateur puis d’en prendre la présidence. En parallèle, il se présentera dans les années 1930 aux élections municipales, chez lui à Tourcoing, sur une liste républicaine et deviendra conseiller municipal.